# Kiss me Kate (TV-serie)
Kiss me Kate är en brittisk komediserie från 1998–2000. Seriens tjugo avsnitt fördelade på tre säsonger producerades av BBC One och Carlton Television. Den skrevs av Chris Langham och John Morton.
Caroline Quentin spelar psykoterapeuten Kate Salinger som delar kontor med en misslyckad yrkeskollega, Douglas, spelad av Langham. Amanda Holden är deras receptionist Mel. På våningen under huserar resesäljaren Craig spelad av Darren Boyd. De två första säsongerna sändes i SVT2 2002.

## Roller i urval
- Caroline Quentin – Kate Salinger
- Chris Langham – Douglas Fielding/Cameron
- Amanda Holden – Mel
- Darren Boyd – Craig Chapman
- Cliff Parisi – Tony